# Nayely Bolaños
Nayely Bolaños Vera (Ventanas, Los Ríos, Ecuador, 25 de febrero de 2003) es una futbolista ecuatoriana que juega como delantera y su actual equipo es el Club Universidad nacional femenil de la Primera División Femenil de México.

## Biografía
Nayely aprendió a jugar fútbol a los 10 años, participando en escuelas juveniles de futbol masculino que se encontraban en su natal Ventanas, desde ese entonces mostraba grandes condiciones en el juego; en innumerables ocasiones tuvo dificultades en dichas escuelas debido a que los chicos se resistían a que una mujer juegue con ellos, esto solo hizo que Nayely tome más bríos para luchar y ganar un puesto en la cancha, en el 2016, a la edad de 13 años debutó con el Club 7 de Febrero, en este club se mantuvo durante 3 años, a inicios del 2019 María José Benítez, quién es la coordinadora del Club Deportivo El Nacional, habló con los padres de Nayely para que pueda formar parte del cuadro criollo femenino, y así disputar la naciente Súperliga Femenina de Ecuador, desde entonces Bolaños se ha ganado a pulso la titularidad y se ha convertido en una de sus referentes en el ataque.
El objetivo de Nayely es migrar al futbol Europeo y fichar por un club de aquel continente, su ídolo y referente es la jugadora norteamericana Alex Morgan.

## Trayectoria

### Club 7 de Febrero
Se inició jugando en el Club 7 de Febrero de Ventanas, en donde militó hasta el año 2018.

### Club Deportivo El Nacional
En el 2019 fichó por el Club Deportivo El Nacional, desde ese entonces ha sido titular indiscutible, anotando goles en partidos importantes y siendo figura en dichos cotejos, además logró coronarse campeona de la Súperliga Femenina en el año 2020.
Así Mismo, formó parte de El Nacional femenino Sub-16, para disputar el Torneo Evolución, el cual organizó la Confederación Sudamericana de Fútbol en la ciudad de Asunción.

### Club Deportivo Cuenca
En el 2021 fichó por el Deportivo Cuenca, club en el cual logró coronarse como campeona de la Súperliga Femenina por segunda ocasión.

### Club Independiente del Valle - Dragonas Idv
En 2022, se unió a Dragonas Independiente del Valle (IDV), donde militó hasta finales de 2024. Durante su estadía en Dragonas IDV, Bolaños fue una figura destacada y sobresaliente, contribuyendo significativamente al primer título de la Superliga Femenina del club en 2024, anotando un hat-trick de los cinco goles en la final contra Barcelona Sporting Club, condecorandose como la mejor jugadora del partido. Además, en la Copa Libertadores Femenina 2024, marcó cuatro goles, incluyendo un triplete en los cuartos de final ante Deportivo Cali, y ayudó al equipo a alcanzar un histórico cuarto lugar en el torneo .
En su trayectoria en la Superliga femenina de Ecuador desde su inicio en el año 2019, Nayely fue la segunda mejor goleadora de las ediciones 2019,2020,2021,2022. En el 2023 tuvo una para en su carrera por la lesión de ligamentos cruzados y meniscos lo que le imposibilitó participar en dicha edición. En 2024, fue la máxima goleadora de la Superliga Femenina con 24 goles y la mejor jugadora del torneo, liderando a su equipo hacia el título nacional.

### Selección de Ecuador Femenina
Ha formado parte de las diferentes categorías juveniles sub-17, sub-19, sub-20 y absoluta. Convocada en gran parte para torneos y partidos amistosos, anotando goles en dichas competiciones como: Juegos Bolivarianos Santa Martha (2017), Sudamericanos sub-17, Amistosos internacionales sub-19, Sudamericanos sub-20, Copa America Femenina (2022) y Amistosos internacionales (Fecha FIFA). 
Actualmente es la máxima goleadora de la selección de Ecuador femenina con un total desconocido de goles.

## Clubes
Datos actualizados a 10 de noviembre de 2021.
| Club                       | País    | Año         | Part. | Goles | Prom. |
| -------------------------- | ------- | ----------- | ----- | ----- | ----- |
| Club 7 de febrero          | Ecuador | 2016 - 2018 | -     | 8     | -     |
| Club Deportivo El Nacional | Ecuador | 2019 - 2020 | 38    | 41    | 1,08  |
| Deportivo Cuenca           | Ecuador | 2021        | 23    | 16    | 0,70  |
| Total                      | Total   | Total       | 61    | 65    | -     |

## Estadísticas
Datos actualizados a 10 de noviembre de 2021.
| Club Deportivo El Nacional · Ecuador |               |               |    |    |   |    |    |      |      |
| 1.ª | 2019          | 24            | 31 | -  | - | 24 | 31 | 1,29 |      |
| 1.ª | 2020          | 14            | 10 | -  | - | 14 | 10 | 0,71 |      |
| Total club | Total club    | 38            | 41 | 0  | 0 | 38 | 41 | 1,08 |      |
| Deportivo Cuenca · Ecuador |               |               |    |    |   |    |    |      |      |
| 1.ª | 2021          | 20            | 15 | 3  | 1 | 23 | 16 | 0,70 |      |
| Total club | Total club    | 20            | 15 | 3  | 1 | 23 | 16 | 0,70 |      |
| Total carrera | Total carrera | Total carrera | 58 | 56 | 3 | 1  | 61 | 57   | 0,93 |
| (1) No incluye goles marcados en Sudamericano Sub-17 (Torneo Evolución), efectuado el año 2020. (2) No incluye el desglose de los goles marcados en el Club 7 de Febrero (2016-2018). |               |               |    |    |   |    |    |      |      |

## Selección nacional
Ha sido parte de las categorías juveniles y mayores de la Selección femenina de fútbol de Ecuador y es la máxima goleadora en la actualidad.  

## Palmarés

### Títulos nacionales
| Título                                        | Club                       | País    | Año  |
| --------------------------------------------- | -------------------------- | ------- | ---- |
| Súperliga Ecuatoriana de Fútbol Femenino 2020 | Club Deportivo El Nacional | Ecuador | 2020 |
| Súperliga Femenina de Ecuador 2021            | Deportivo Cuenca           | Ecuador | 2021 |

### Distinciones individuales
| Distinción                                           | Club                              | Año  |
| ---------------------------------------------------- | --------------------------------- | ---- |
| Goleadora del Sudamericano Sub-17 (Torneo Evolución) | Club Deportivo El Nacional Sub-17 | 2020 |